# Kõrkküla (Kambja)
Kõrkküla – wieś w Estonii, w prowincji Tartu, w gminie Kambja.